# پیتر گریفیتس (بازیکن فوتبال زاده ۱۹۵۷)
پیتر گریفیتس (انگلیسی: Peter Griffiths؛ زادهٔ ۱۴ اوت ۱۹۵۷) بازیکن فوتبال اهل بریتانیا است.
از باشگاه‌هایی که در آن بازی کرده‌است می‌توان به باشگاه فوتبال استوک سیتی، باشگاه فوتبال بیدفورد، باشگاه فوتبال میلتون یونایتد، باشگاه فوتبال ماتلوک تاون، باشگاه فوتبال استافورد رانجرز، باشگاه فوتبال نورتویچ ویکتوریا، باشگاه فوتبال پورت ویل، و باشگاه فوتبال برادفورد سیتی اشاره کرد.